# 日立市立中小路小学校
日立市立中小路小学校（ひたちしりつなかこうじしょうがっこう）は、茨城県日立市平和町2-4-1にある日立市立小学校。

## 概要
助川小学校から分離して開校した。

## 沿革

### 年表
- 1940年7月10日 - 設立[5]。
- 2005年度 - 「平成17年度 読書活動優秀実践校」として表彰される[6]。
- 2016年度 - 平成28年度花と緑の環境美化コンクール 茨城県造園建設業協会長賞受賞[7]。
- 2017 -2018年度 - 就学前教育・家庭教育推進のための市町村モデル事業に指定[8]。
- 2021年
  - 1月8日 - 創立80周年記念でドローン撮影を実施[9]。
  - 9月20日 - 茨城県獣医師会より表彰を受ける[10]。
- 2022年4月1日 - 放課後子ども教室が開設される[11]。

## 教育方針
（出典：）
教育目標
たしかな学力をもち 心豊かに たくましく生き抜く児童を育成する
学校経営の基本方針
「明日が待たれる明るく元気な学校づくり」

## 児童会活動・クラブ活動など

### クラブ活動
- 4つのクラブが存在する[13]

## 通学区域
（出典：）
- 日立市旭町
  - 1丁目
  - 2丁目
- 日立市鹿島町
  - 1丁目1から5番
- 日立市神峰町
  - 1丁目1・2・5から7・10番
  - 2丁目1から9番5号、9番8から14号
  - 3丁目1・2・6番9号から9番
- 日立市幸町
  - 1丁目
  - 2丁目
- 日立市東町
  - 1丁目1から10番、13・14・17から22番
  - 3丁目8から12番、13番1から6号
- 日立市平和町
- 日立市弁天町1丁目1から11番、15から19番
- 日立市宮田町
  - 1丁目1番1から4号、6番10号
  - 2丁目6番9号以降
- 日立市若葉町
  - 1丁目
  - 2丁目
  - 3丁目12から14番

## 進学先中学校
- 日立市立駒王中学校

## 学区内の主な施設
- 中小路交流センター・日立市民会館
- 日立市教育プラザ
- 日立市消防本部
- ヒタチエ
- 日立シビックセンター・科学館
- 明秀学園日立高等学校

## 交通
- JR常磐線 日立駅下車 徒歩約10分[16]